# Nesodden
Nesodden é uma comuna da Noruega, com 60 km² de área e 16 074 habitantes (censo de 2004).         